# 海難救助
法律用語としての海難救助（かいなんきゅうじょ）は、船舶や積荷が海難に遭遇した場合においてこれを救助する行為であって、救助料の発生原因となるものをいう。

## 日本法上の海難救助
日本法上は、船舶または積荷の全部又は一部が海難に遭遇した場合において義務なくしてこれを救助することをいうものとされ、その結果に対して相当の救助料を請求することができる。商法800条以下に規定があり、これらは商船にのみ適用があるが、船舶法35条により商船以外の船舶（官公有船を除く。）にも準用される。「義務なくして」と規定されているが、公法上の義務履行は海難救助の成立を妨げるものではない。
その法的性質については争いがあり、かつては民法上の事務管理の一種として理解されていたが、現在では事務管理とは目的、要件および効果を異にすることから、独自の債権発生原因であるとして理解されている。
もっとも、抵触法上は、「事務管理」として法の適用に関する通則法14条が適用され、原因発生地法が適用される。

### 船員法
次掲のとおり、船員法第14条では、第三者である船舶や航空機の遭難にその船舶が際した場合は、その船長は遭難者の救助手段を尽くす義務があるが、その具体的義務は判例による。
（遭難船舶等の救助） 第一四条　船長は、他の船舶又は航空機の遭難を知つたときは、人命の救助に必要な手段を尽さなければならない。但し、自己の指揮する船舶に急迫した危険がある場合及び国土交通省令の定める場合は、この限りでない。